# Pristimantis wiensi
Pristimantis wiensi é uma espécie de anfíbio da família Craugastoridae.
É endémica do Peru.
Os seus habitats naturais são: regiões subtropicais ou tropicais húmidas de alta altitude, campos de altitude subtropicais ou tropicais e florestas secundárias altamente degradadas.